# Split Fiction
Split Fiction és un videojoc d'acció i aventures desenvolupat per Hazelight Studios i publicat per Electronic Arts el 6 de març de 2025. Es tracta d'un videojoc multijugador cooperatiu que segueix l'aventura de les escriptores Mio i Zoe després de quedar aquestes presoneres en el món de les seves històries quan es connecten a una màquina dissenyada per fer-les realitat.
Split Fiction es va llançar per a PlayStation 5, Windows i Xbox Sèries X/S el 6 de març de 2025. Després del seu llançament, el joc va rebre elogis de la crítica.

## Jugabilitat
A l'igual que el joc anterior de Hazelight, It Takes Two, Split Fiction va ser dissenyat específicament per a la manera multijugador cooperativa en pantalla dividida, la qual cosa significa que ha de jugar-se amb un altre jugador a través del joc local o en línia. En el joc, els jugadors assumeixen el control de Zoe o Mio, dues escriptores que queden atrapades dins de les seves pròpies històries. Les dues estranyes han de treballar juntes per a escapar i superar nombrosos desafiaments en el camí, ja que la història de ciència-ficció de Mio s'entrellaça amb la història de fantasia de Zoe, posant a ambdues personatges en greu perill. El joc és un videojoc d'acció i aventures que es juga des d'una perspectiva en tercera persona, que requereix que els jugadors completin desafiaments de plataformes i, ocasionalment, lluitin contra enemics hostils. Les etapes solen anar acompanyades d'una mecànica de joc única. És a dir, les dues poden estar comandant dracs en una etapa, mentre empunyen una espasa làser en una altra etapa. L'habilitat d'ambdues personatges dins de cada etapa també és diferent, la qual cosa significa que les dues han de col·laborar entre si i utilitzar les respectives habilitats dels seus personatges jugables per a progressar. També hi ha contingut secundari en cada nivell anomenat "Històries Secundàries", a les quals es pot accedir ingressant per un portal. Les Històries Secundàries es basen en idees inacabades i històries escrites per Zoe i Mio quan aquestes eren més joves. A l'igual que amb el nivell principal, cada història secundària també presenta una mecànica de joc complementària.

## Desenvolupament
Split Fiction va ser anunciat per primera vegada per Hazelight Studios i el seu director de jocs Josef Fares en The Game Awards 2024. El seu desenvolupament va començar després del llançament de It Takes Two en 2021. Un equip de 80 persones va crear el joc fent servir principalment Unreal Engine 5. Els dos personatges porten el nom de les dues filles de Fares, i aquest va comparar la narrativa del joc amb la d'una "pel·lícula d'amics", ja que tots dos personatges comencen com a complets desconeguts que han de vincular-se lentament entre sí per sobreviure. Fares va escriure que un dels majors desafiaments en desenvolupar un joc amb diverses mecàniques de joc va ser assegurar-se que cada mecànica estigués completament polida. Com que una seqüència de joc que utilitza una determinada mecànica de joc pot durar només alguns minuts, l'equip va haver de treballar en elles durant mesos per a assegurar-se que els seus controls anessin prou intuïtius.

## Llançament
Split Fiction es va llançar per a PlayStation 5, Windows i Xbox Sèries X/S el 6 de març de 2025. A l'igual que amb els jocs anteriors de Hazelight, es fa servir un sistema de "Passada d'amic", en el qual el propietari del joc pot convidar a un amic a jugar junts de manera gratuïta. En altres paraules, només cal comprar un joc perquè hi puguin jugar dues persones. També admet el joc multiplataforma. A l'igual que amb els jocs anteriors de Hazelight, Split Fiction es publica sota el segell EA Originals de Electronic Arts.

## Recepció
Split Fiction va rebre "aclamació universal" dels crítics, segons el lloc web agregador de ressenyes Metacritic. OpenCritic va determinar que el 97% dels crítics van recomanar el joc.

### Vendes
Split Fiction vengué més d'1 milió d'unitats en 2 dies des del seu llançament,  i va superar els 2 milions d'unitats venudes en una setmana des del llançament. Ha estat un dels videojocs més venuts de 2025 i el més venut a Europa